# Elisabeth Winterhalter
Elisabeth Hermine Winterhalter (Múnic, 17 de desembre de 1856 - Hofheim am Taunus, 13 de febrer del 1952) fou una ginecòloga, cirurgiana, feminista i mecenes alemanya. Fou una de les primeres metgesses i la primera cirurgiana a Alemanya. La pintora Ottilie Roederstein fou la seua parella durant molt de temps.

## Biografia
Va ser la tretzena i darrera filla d'Elisabeth (de soltera Von Garr) i de Georg Winterhalter. Son pare va morir quan ella tenia onze anys. Ell era metge, igual que el seu avi, besavi i germà major i, des de molt jove, ella expressà el desig de ser metgessa també. Aquest objectiu no era secundat per la família. En lloc d'això, després d'un temps d'internat a l'Abadia de Beuerberg, l'enviaren a una escola de formació de mestres i es feu mestra assistent a Schwabing.
El 1884, la seua mare acceptà donar suport als seus estudis de medicina. En aquest moment, a les dones no se'ls permetia assistir a universitats en l'Imperi alemany, per això presentà una sol·licitud en la Universitat de Zúric i en la Universitat de Berna.Passà el Swiss Matura el 1885 i fou admesa a Zuric. Més tard va conéixer Ottilie Roederstein, una retratista que vivia a París i estiuejava a Zuric amb la seua família. El 1887, s'havien convertit en amants.

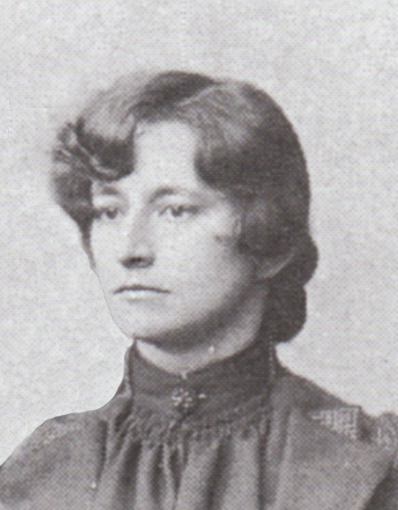
Winterhalter el 1886

Ella superà l'examen intermedi al 1886 i el Staatsexamen el 1889. Després feu passanties en clíniques quirúrgiques de París i Múnic. Va aprendre massatge ginecològic a Estocolm, del fisioterapeuta suec Thuren Brandt. El 1890, obtingué el doctorat i començà a exercir a Zürich.

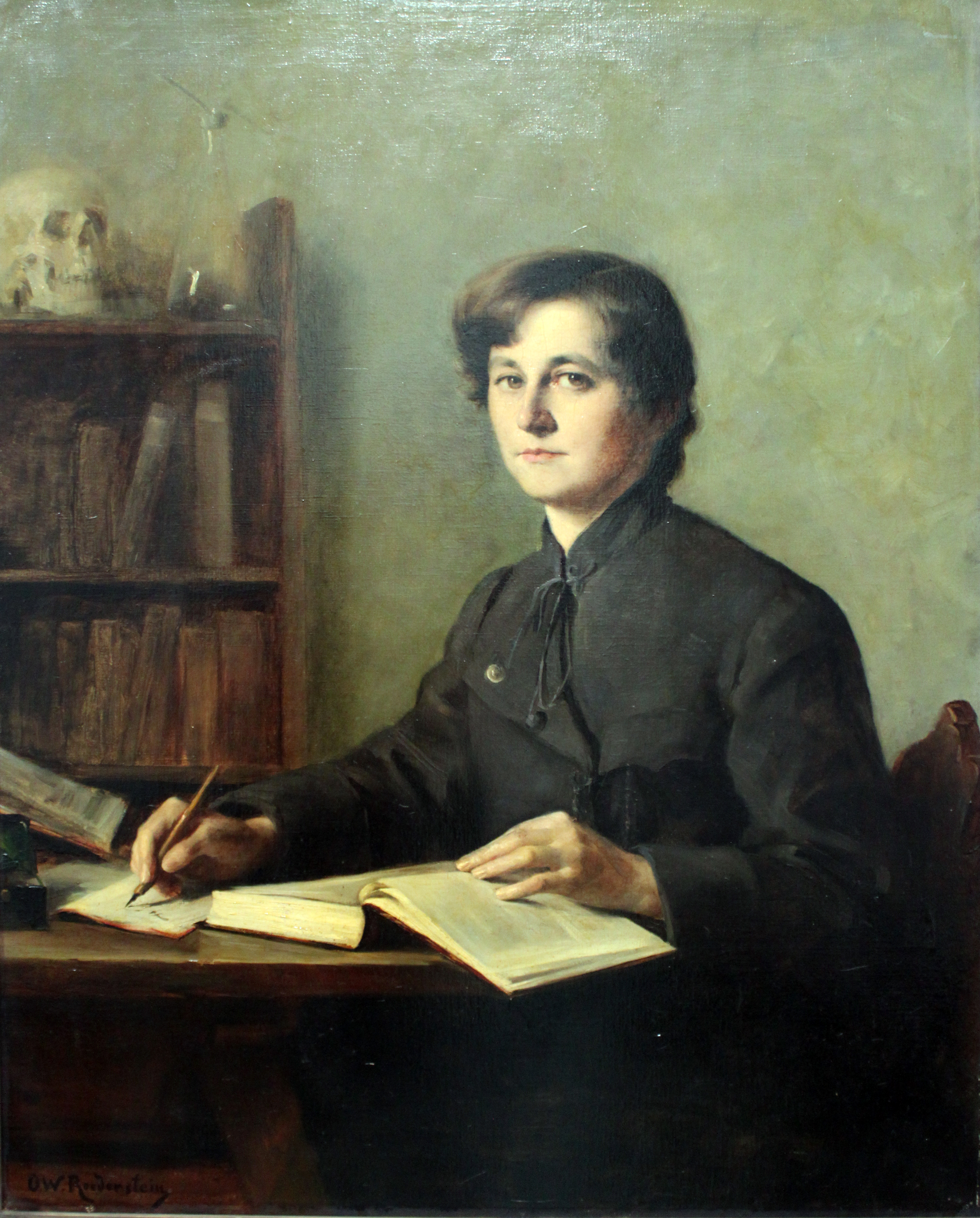
Un retrat primerenc de Winterhalter per Roederstein (1887)

### Carrera mèdica
A l'any següent, ella i Roederstein se n'anaren a Frankfurt del Main, on hi havia oportunitats professionals per a Roederstein. Allí, Winterhalter també pogué establir la primera policlínica ginecològica en DRK-Schwesternschaft (una organització de la Creu Roja). Tot i que no va poder obtenir una llicència mèdica alemanya, es guanyà bona reputació com a ginecòloga i obstetra i, el 1895, esdevingué la primera cirurgiana d'Alemanya a realitzar una laparotomia. Juntament amb el Dr. Ludwig Edinger va realitzar una recerca que va conduir al descobriment de la cèl·lula ganglionar de l'ovari i publicà un important article sobre el tema el 1896.(3)
El 1902, les dones a Alemanya aconseguiren el dret a estudiar medicina. Per tant, als quaranta-set anys, feu el Physikum i el Staatsexamen i, el 1903, obtingué una llicència per a exercir la medicina a Alemanya.(2)
El 1907, ella i Roederstein compraren un terreny prop de Hofheim am Taunus. El 1909, hi havien construït una vil·la. Winterhalter continuà exercint la medicina fins al 1911, quan va haver de dimitir per motius de salut. De llavors ençà es dedicà a donar suport a la carrera de la seua parella, les finances de la llar i la jardineria. També cofundà una biblioteca municipal i es va involucrar en causes benèfiques. Per aquestes activitats, ella i Roederstein obtingueren la ciutadania honorària d'Hofheim.(3)
Durant l'ascens dels nazis, no les molestaren massa; es van tornar, però, cada vegada més retretes socialment. Roederstein va morir el 1937 i Winterhalter creà un llegat conjunt, el Roederstein-Winterhalter-Stiftung.
En el seu 95é aniversari, fou homenatjada pel president Theodor Heuss pel seu treball pioner en l'obertura de la professió mèdica a les dones. Va morir dos mesos després i fou soterrada amb Roederstein en un "Ehrengrab". A Frankfurt hi ha un carrer al districte Niederursel que duu el seu nom.(3)